# 미국 국립역사기념물

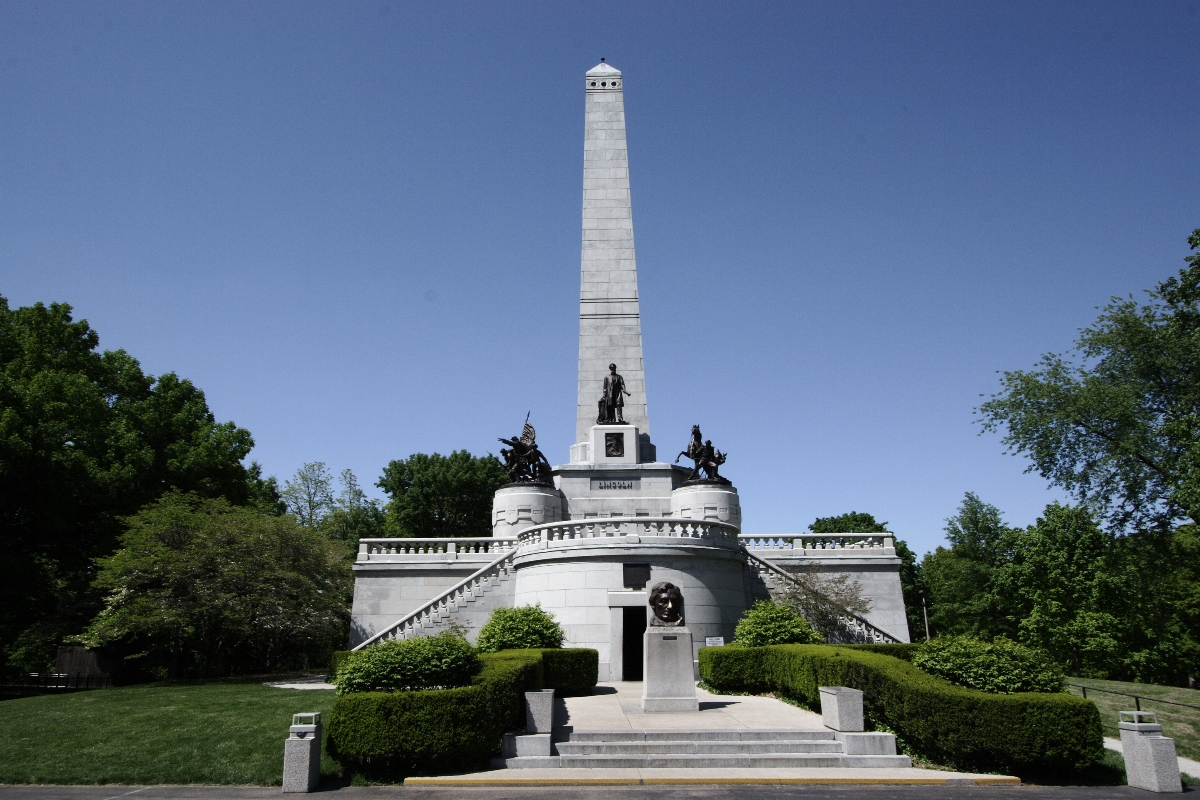
일리노이주 스프링필드에 있는 링컨 대통령의 묘지

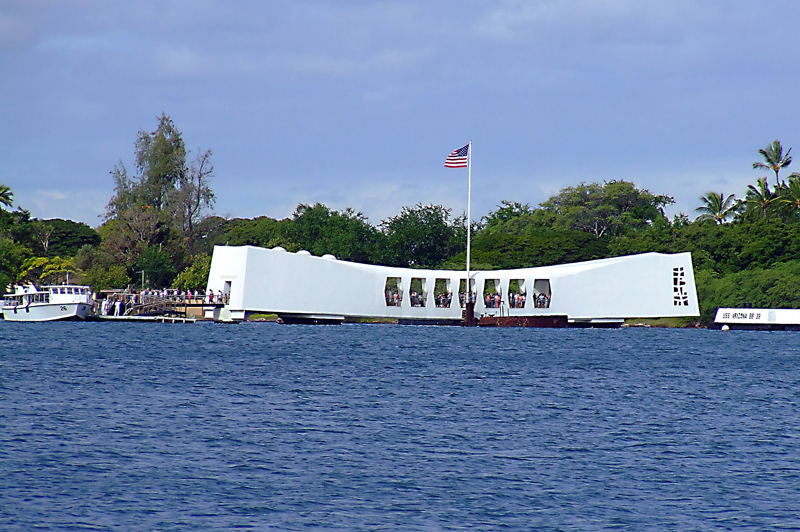
하와이에 있는 진주만 기념관

국립역사기념물(National Historic Landmark)은 미국의 문화유산보호제도에 의하여 미국정부의 내무장관에 의해 자정되는 역사적 유산으로 정한 기념물이다. 1960년 10월9일에 92개의 기념물을 지정한 것으로 시작되어 현재는 약 2,500개의 역사기념물이 지정되어 있다. 전체 기념물의 절반 정도는 민간 소유로 되어 있다. 미국역사기념물로 지정이 되면 동시에 미국 사적지(史跡地,U.S. National Register of Historic Places)에 등록이 된다. 미국 사적지에 등록된 사적지는 약 8만에 이른다.

## 기념물의 기준
미국역사기념물로 지정할때에 이를 평가하는 기준은 아래의 사항들이 포함된다.
- 미국의 역사적 사건이 일어난곳.
- 미국의 역사적 인물과 관계되는 곳.
- 미국 국가의 상징적 의미가 있는 곳.
- 우수한 설계로 된 구조물.
- 고고학적 가치가 있는 곳.

## 역사기념물의 현황
미국의 주(州) 별로 보면 미국역사기념물이 가장 많이 지정된 주는 뉴욕주로 262개가 되며 이어서 매사추세츠주가 185개, 펜실베이니아주가 163개, 캘리포니아주가 137개, 버지니아주가 120개가 된다. 도시 별로 보면 뉴욕이 108개, 워싱턴 D.C.가 75개, 필라델피아가 67개, 보스톤이 56개의 순위가 된다.

## 미국 역사기념물 사진들

역사기념물
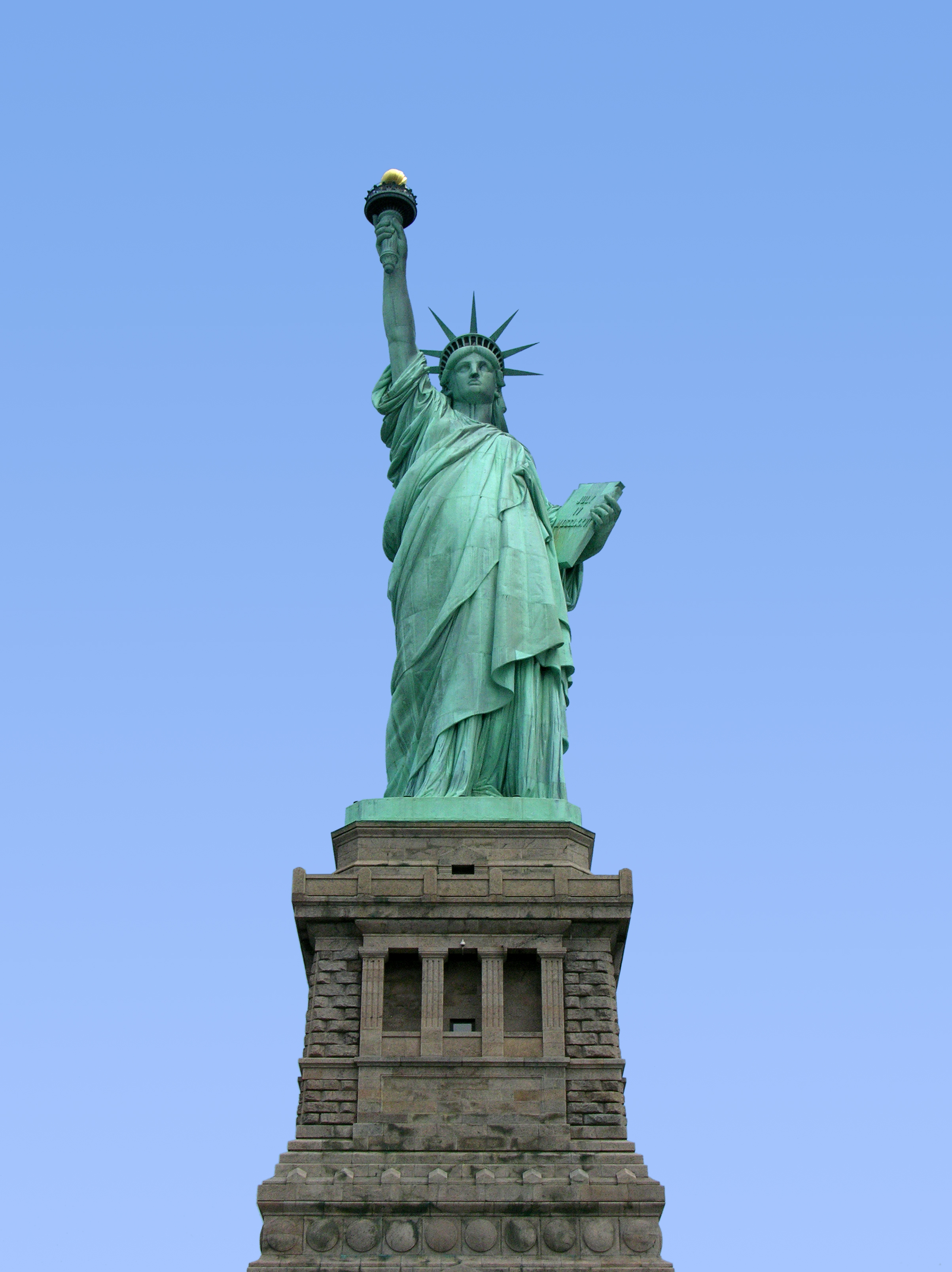
뉴욕에 있는 자유의 여신상
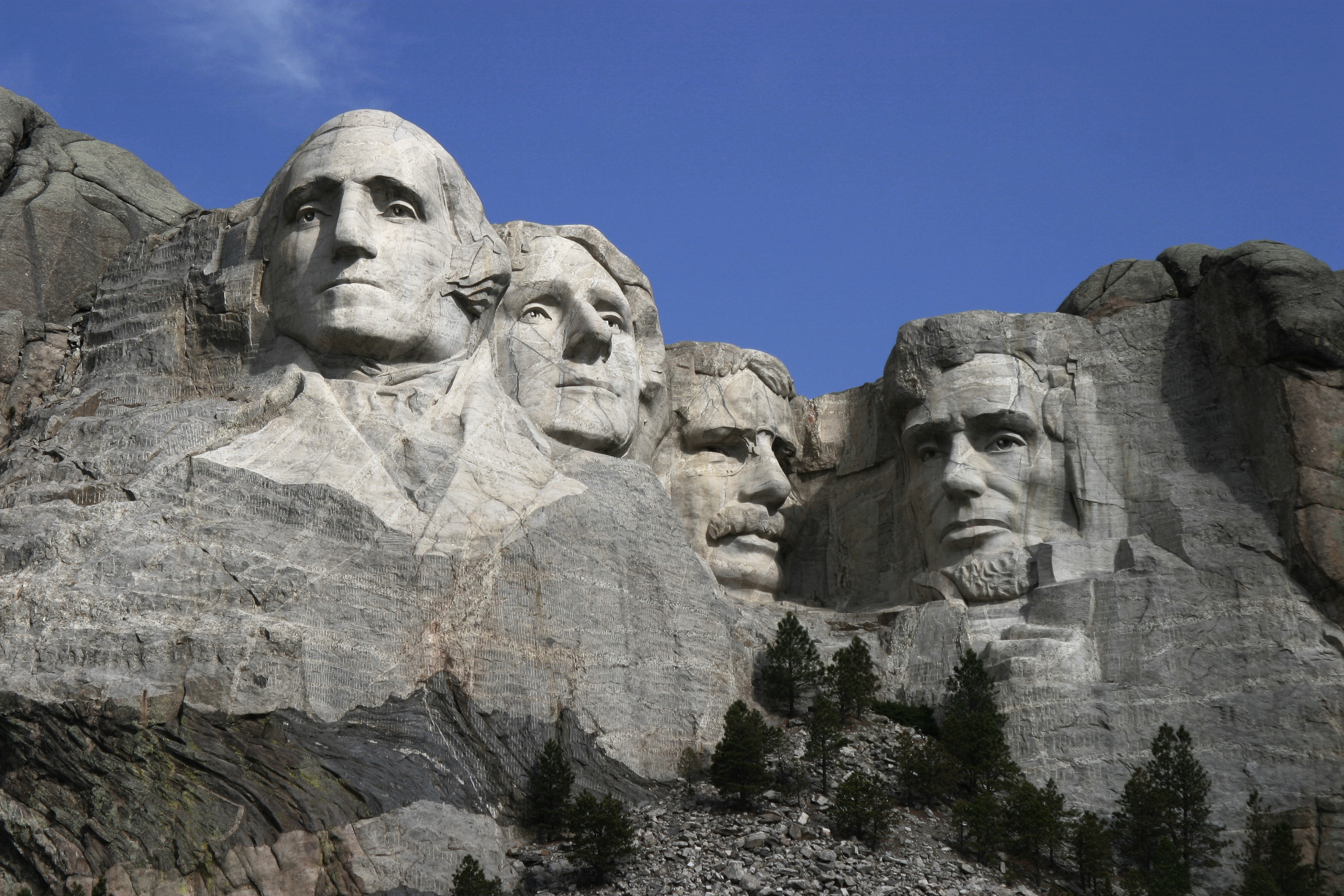
사우스다코타 주에 있는 러시모어 산 국립기념공원의 대통령 조각상
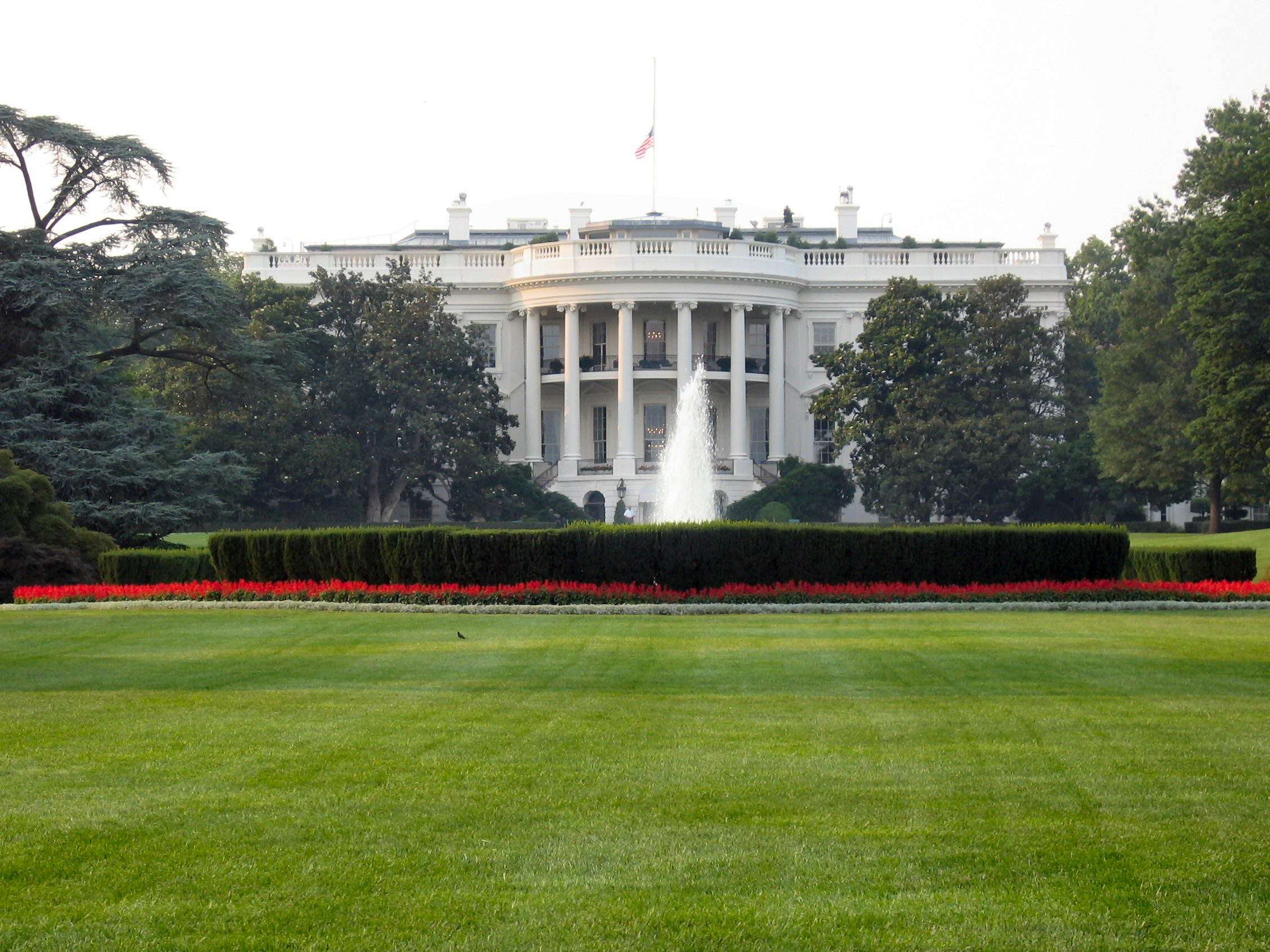
미국 대통령 관저 백악관
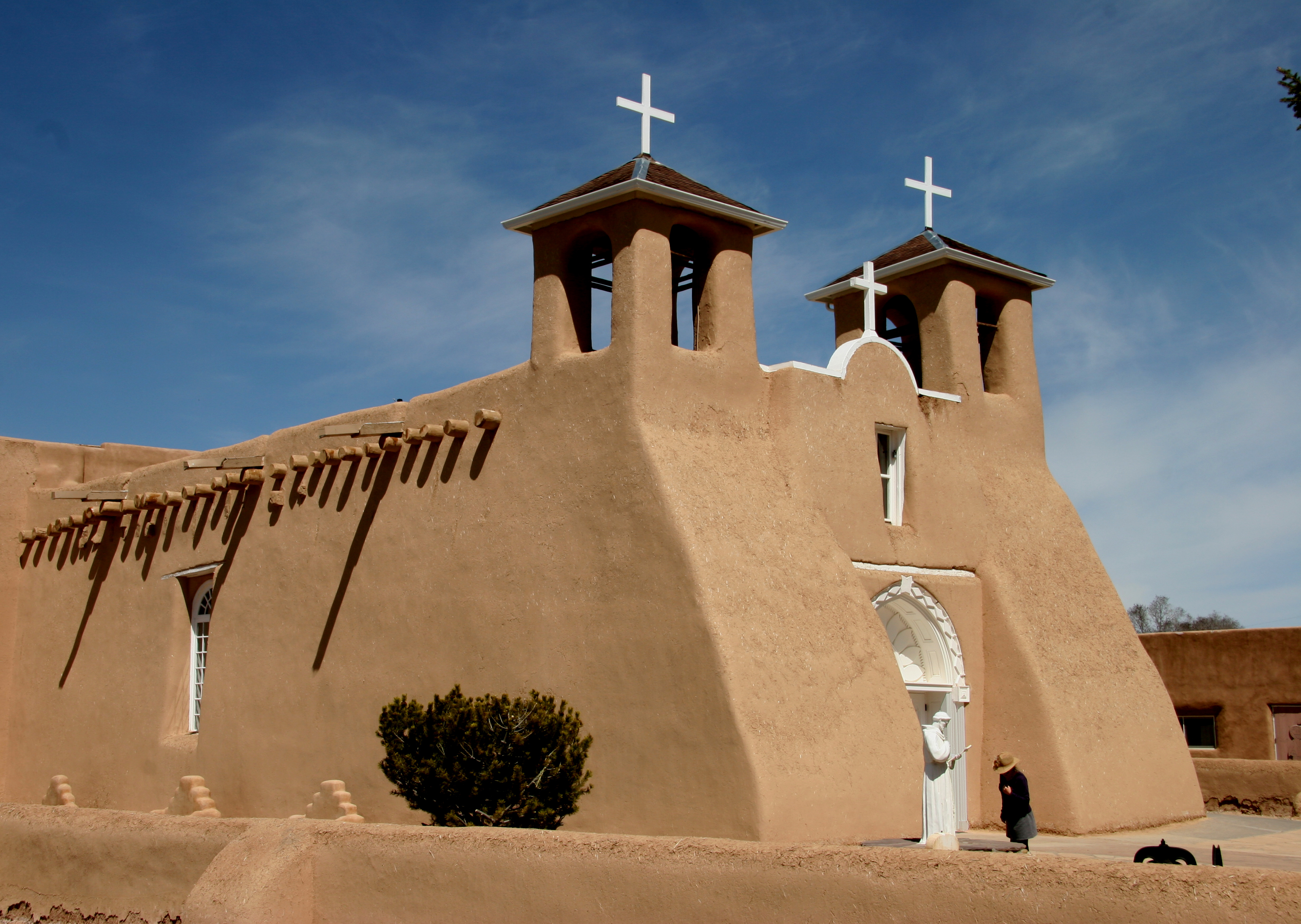
뉴멕시코주 타오스의 산 프란시스코 더 아시스 교회

## 같이 보기
- (영어) List of National Historic Landmarks by state (주별로 보는 미국 역사 기념물 명세표)